# صن رايزرز حيدر آباد
صن رايزرز حيدر آباد هو فريق كريكت من مدينة حيدر آباد، تلنغانة، الهند. تأسس عام 2012 ويشارك في الدوري الهندي الممتاز.

## روابط خارجية
- الموقع الرسمي
.